# Mirebalais (kommun)
Mirebalais är en kommun i Haiti.   Den ligger i departementet Centre, i den centrala delen av landet, 40 km nordost om huvudstaden Port-au-Prince.